# Thinophilus annulatus
Thinophilus annulatus är en tvåvingeart som beskrevs av Octave Parent 1941. Thinophilus annulatus ingår i släktet Thinophilus och familjen styltflugor. Inga underarter finns listade i Catalogue of Life.